# 오렌지시티 (아이오와주)

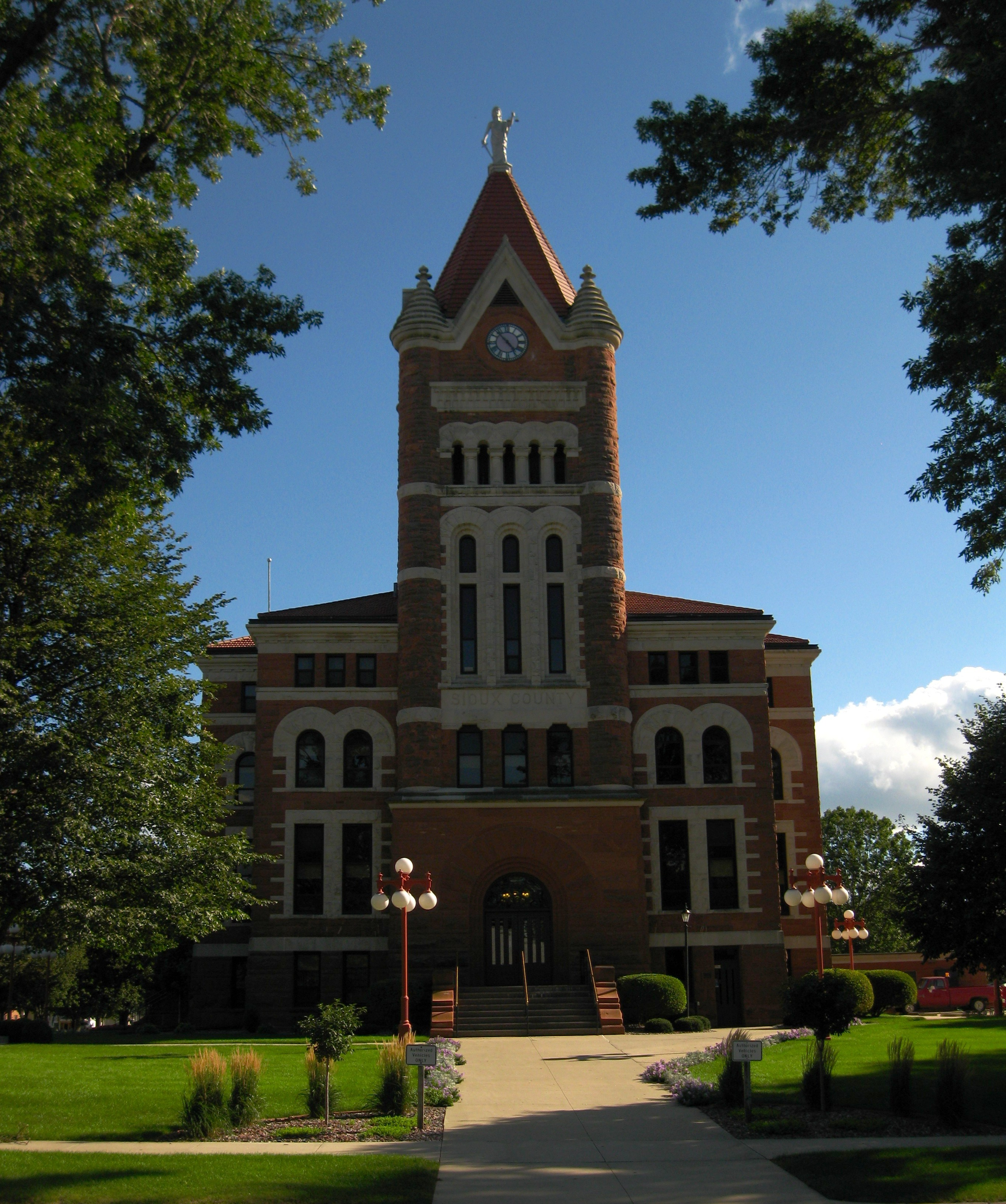

오렌지시티(Orange City)는 미국 아이오와주 수군의 도시이자 군청 소재지이다. 2020년 미국 인구 조사 기준으로 인구 수는 6,267명으로, 2000년 미국 인구 조사 기준 5,582명보다 상승하였다. 오렌지 윌리엄 3세의 이름을 따서 지어진 지명이다.

## 인구
| 인구조사              | 인구  | Note | %±     |
| --------------------- | ----- | ---- | ------ |
| 1880년                | 320   |      | —      |
| 1890년                | 1,246 |      | 289.4% |
| 1900년                | 1,457 |      | 16.9%  |
| 1910년                | 1,374 |      | −5.7%  |
| 1920년                | 1,632 |      | 18.8%  |
| 1930년                | 1,727 |      | 5.8%   |
| 1940년                | 1,920 |      | 11.2%  |
| 1950년                | 2,166 |      | 12.8%  |
| 1960년                | 2,707 |      | 25.0%  |
| 1970년                | 3,572 |      | 32.0%  |
| 1980년                | 4,588 |      | 28.4%  |
| 1990년                | 4,940 |      | 7.7%   |
| 2000년                | 5,582 |      | 13.0%  |
| 2010년                | 6,004 |      | 7.6%   |
| 2020년                | 6,267 |      | 4.4%   |
| U.S. Decennial Census |       |      |        |